# Interior Plateau
Das Interior Plateau ist eine maximal rund 900 km ausgedehnte Hochebene im Inneren der kanadischen Provinz British Columbia, das sich bis in den Norden des US-Bundesstaates Washington erstreckt und zum British Columbia Interior gehört, welches dem nördlichen Intermontane Plateau zugerechnet wird.

## Physische Geographie
Nach Osten begrenzen die Gebirgsketten der Monashee Mountains und der Cariboo Mountains, nördlich schließen die Omineca Mountains und die Cassiar Mountains – die zu den Interior Mountains zählen – das Plateau ab. Von der Küste wird es durch die Hazelton Mountains, die Coast Mountains und die Kaskadenkette getrennt. Nach Süden findet es seine Fortsetzung im Columbia Plateau.
Das Plateau besteht aus verschiedenen Teilen, die meist durch Flusstäler voneinander getrennt sind:
- Fraser-Plateau
  - Chilcotin-Plateau (begrenzt durch Blackwater River, Fraser River und Coast Mountains)
  - Cariboo-Plateau (begrenzt durch Fraser River, Cariboo Mountains und North Thompson River)
  - Nechako-Plateau (begrenzt durch Blackwater River, Fraser River, die Omineca Mountains und die Cassiar Mountains)
- Thompson-Plateau (begrenzt durch Thompson River, Kaskadengebirge und Monashee Mountains)

Fraser und Thompson Plateau waren ursprünglich zwischen 1200 und 1500 Meter Höhe gelegene, mit glazialen Ablagerungen gefüllte Becken, aus denen sich einige Gebirgszüge und Hügelländer erheben. Die teilweise seenartig aufgestauten Systeme des Fraser River und des Okanagan River teilen die Hochflächen.
Im Wesentlichen wird das Plateau durch den Fraser River und seine Zuflüsse entwässert. Ein Teil der Entwässerung erfolgt jedoch auch durch Skeena River, Peace River und Columbia River sowie deren Zuflüsse.

## Klima
Das Klima des Interior Plateau wird von scharfen tages- und jahreszeitlichen Temperaturgegensätzen geprägt. Die Lage im Regenschatten von Coastal Range und Kaskadengebirge sorgt für trockene und – abhängig von der Höhenlage – warme bis heiße Sommer, in denen die Tageshöchsttemperatur im Tiefland des Südens im Juli 40 °C erreichen kann. Demgegenüber können auch im Juli noch Nachtfröste stehen, da der wolkenarme Himmel und die trockene Luft für ungehinderte Wärmeabstrahlung sorgen. Bereits im September ist ein deutlicher Temperaturrückgang zu verzeichnen, spätestens Anfang November hält der auch in den Tieflagen bis April anhaltende Winter mit von Norden nach Süden und von Ost nach West zunehmenden Schneefällen Einzug. Der Niederschlag verteilt sich relativ gleichmäßig über das Jahr.